# Pantai Balai
Pantai Balai is een bestuurslaag in het regentschap Aceh Tamiang van de provincie Atjeh, Indonesië. Pantai Balai telt 659 inwoners (volkstelling 2010).